# 柳季诺沃内燃机车制造厂
柳季诺沃内燃机车制造厂（俄语：Людиновский тепловозостроительный завод，简称）是俄罗斯一家专门生产调车及工矿柴油机车的铁路机车车辆制造商，亦是西纳拉集团旗下西纳拉运输机械股份公司的子公司之一，总部位于俄罗斯联邦卡卢加州柳季诺沃。

## 历史
柳季诺沃内燃机车制造厂的历史可追溯至18世纪创立的柳季诺沃铁制品工厂。1732年，图拉州的一位枪炮技工尼基塔·杰米多夫·尼基托维奇（Никитой Никитовичем Демидовым）与他的儿子成立了柳季诺沃铁制品工厂。工厂于1745年建成投产，早期的产品为生铁制品、家庭用具和农具。1820年，工厂开始生产动力机械及运输机械。1841年，工厂首次生产铁路钢轨，使用于莫斯科-聖彼得堡鐵路。此后，工厂又开始制造蒸汽机，第一批蒸汽机用于图拉军工厂和彼得堡军工厂。从1857年起，工厂制造的蒸汽机被应用到黑海舰队的军舰上，并开始为伏尔加河和第聂伯河提供第一批内河蒸汽船。1870年，工厂开始生产蒸汽机车及铁路车辆。从1870年至1881年，柳季诺沃铁制品工厂共生产了373台蒸汽机车、154辆铁路客车、8428辆铁路货车。同时，农业机械、供暖锅炉、蒸汽锅炉等亦是工厂的主要产品。1930年代，工厂大量生产蒸汽发电机，以配合俄罗斯国家电气化计划的实施。
1957年12月7日，根据俄罗斯苏维埃联邦社会主义共和国部长会议的决定，工厂被要求转产液力机械传动调车柴油机车，工厂因而更名为柳季诺沃内燃机车制造厂。1958年，柳季诺沃内燃机车制造厂成功研制的其第一种柴油机车——TGM2型柴油机车，该型机车功率为750马力，但其柴油机及传动装置可靠性较差，因此未能投入大批量生产。1959年，工厂研制了经过改进的TGM3型柴油机车并投入批量生产。1966年至1967年间，柳季诺沃内燃机车制造厂研制了TGM5、TGM6型柴油机车，功率均为1200马力，分别采用Д-70、Д-49型柴油机，以及卡卢什工厂生产的标准化液力传动装置。此后，TGM6型柴油机车被批准投入批量生产，柳季诺沃内燃机车制造厂的调车机车产品线亦越趋完善。